# Red Hot Chili Peppers 1983 Tour
A 1983 Tour foi a primeira turnê da banda Red Hot Chili Peppers. Originalmente formado como uma banda de brincadeira, o grupo tocou seus dois primeiros shows em Hollywood quando a banda ainda se chamava "Tony Flow And The Miraculously Majestic Masters Of Mayhem". Para o primeiro show que só tinha uma canção, Out In L.A mas o dono do clube, ficou tão impressionado com seu desempenho ele lhes disse para voltar na semana seguinte com outra canção. A banda rapidamente escreveu Get Up and Jump e jogou naquele segundo show. No início de março de 1981, a banda fez a mudança de nome para Red Hot Chili Peppers. A turnê de shows 1983 consistiu principalmente em shows na California com exceção de um show em Nevada. Durante a turnê Hillel Slovak e Jack Irons decidiram deixar a banda antes de eles gravaram seu álbum de estreia.

## Canções tocadas
Originais
- Flea Fly
- Dum Chuck A Willie
- Get Up And Jump
- Green Heaven
- Nevermind
- Out In L.A.
- Police Helicopter
- Sex Rap
- Stranded

| Covers - Fire (Jimi Hendrix) - She'll Be Coming 'Round the Mountain |

- "Dum Chuck a Willie" e "Flea Fly" nunca mais foram executadas após a turnê. "Dum Chuck a Willie" nunca foi lançada em qualquer álbum, embora uma demonstração tenha sido feita.
- "Nevermind" e "Sex Rap" ambos fizeram sua estreia ao vivo nesta turnê no entanto nem a canção seria gravada até álbum da banda de 1984, Freaky Styley.
- O cover "Fire" passaria a ser um clássico ao vivo em setlists da banda em quase todos as turnês e acabaria por ser gravado em 1986 e lançado primeiramente como B-side do Fight Like a Brave.

## Datas da turnê
| Data | Cidade | Estado | Local |
| Primeiros dois shows a banda tocou sob o nome "Tony Flow and the Miraculously Majestic Masters of Mayhem". | Primeiros dois shows a banda tocou sob o nome "Tony Flow and the Miraculously Majestic Masters of Mayhem". | Primeiros dois shows a banda tocou sob o nome "Tony Flow and the Miraculously Majestic Masters of Mayhem". | Primeiros dois shows a banda tocou sob o nome "Tony Flow and the Miraculously Majestic Masters of Mayhem". |
| --- | --- | --- | --- |
| 6 de janeiro de 1982                                                                                       | Hollywood                                                                                                  | California                                                                                                 | Rhythm Lounge                                                                                              |
| 15 de janeiro de 1982                                                                                      | Hollywood                                                                                                  | California                                                                                                 | Rhythm Lounge                                                                                              |
| 25 de março de 1982                                                                                        | Hollywood                                                                                                  | California                                                                                                 | Cathay de Grande                                                                                           |
| 31 de março de 1982                                                                                        | Hollywood                                                                                                  | California                                                                                                 | Rhythm Lounge                                                                                              |
| 13 de abril de 1982                                                                                        | Hollywood                                                                                                  | California                                                                                                 | The AntiClub                                                                                               |
| ? de Maio de 1982                                                                                          | Hollywood                                                                                                  | California                                                                                                 | Cathay de Grande                                                                                           |
| 28 de maio de 1982                                                                                         | Hollywood                                                                                                  | California                                                                                                 | Fiesta House                                                                                               |
| 4 de junho de 1982                                                                                         | Hollywood                                                                                                  | California                                                                                                 | Music Machine                                                                                              |
| ? de julho de 1982                                                                                         | Hollywood                                                                                                  | California                                                                                                 | Club Lingerie                                                                                              |
| 3 de julho de 1982                                                                                         | Hollywood                                                                                                  | California                                                                                                 | Club Lingerie                                                                                              |
| 4 de julho de 1982                                                                                         | Hollywood                                                                                                  | California                                                                                                 | Music Machine                                                                                              |
| 18 de julho de 1982                                                                                        | Hollywood                                                                                                  | California                                                                                                 | Club Lingerie                                                                                              |
| 25 de julho de 1982                                                                                        | Hollywood                                                                                                  | California                                                                                                 | Music Machine                                                                                              |
| 31 de julho de 1982                                                                                        | Hollywood                                                                                                  | California                                                                                                 | Al's Bar                                                                                                   |
| 4 de agosto de 1982                                                                                        | Ventura | California                                                                                                 | The Plant                                                                                                  |
| 17 de agosto de 1982                                                                                       | Universal City                                                                                             | California                                                                                                 | Universal Amphitheater                                                                                     |
| ? de setembro de 1982                                                                                      | Hollywood                                                                                                  | California                                                                                                 | Club Lingerie                                                                                              |
| 10 de setembro de 1982                                                                                     | Hollywood                                                                                                  | California                                                                                                 | Kit Kat Club                                                                                               |
| ? de outubro de 1982                                                                                       | Aspen | Nevada | ? |
| ? de outubro de 1982                                                                                       | Hollywood                                                                                                  | California                                                                                                 | Cathay de Grande                                                                                           |
| ? de outubro de 1982                                                                                       | Irvine | California                                                                                                 | The Heritage Room                                                                                          |
| 29 de outubro de 1982                                                                                      | Ventura | California                                                                                                 | The Plant                                                                                                  |
| ? de novembro de 1982                                                                                      | Costa Mesa                                                                                                 | California                                                                                                 | The Concert Factory                                                                                        |
| 7 de novembro de 1982                                                                                      | Hollywood                                                                                                  | California                                                                                                 | Club Lingerie                                                                                              |

## Bandas de apoio
- Oingo Boingo
- Neighbor's Voices

## Pessoal
- Anthony Kiedis – vocalista principal
- Flea – baixo, backing vocals
- Hillel Slovak – guitarra, backing vocals
- Jack Irons – bateria